# Ludwig von Mises

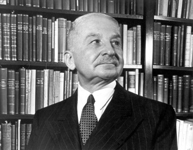
Ludwig von Mises

Ludwig Heinrich Edler von Mises (n. 29 septembrie 1881, Lemberg, pe atunci Austro-Ungaria, azi orașul Lviv din Ucraina — d. 10 octombrie 1973, New York, S.U.A) a fost un economist și filozof social-politic austriac - american, fiu al unei familii evreiești din Galiția (Ucraina), cel mai important reprezentant al Școlii austriece de drept și economie. În opera lui Mises, liberalismul își găsește o fundamentare a cărei coerență și rigoare intelectuală sunt greu egalabile. Pentru gânditorul austriac, ordinea proprietății private este conceptul ce subsumează perfect filozofia politică liberală. În opinia sa, toate celelalte realizări teoretice majore ale liberalismului - pledoaria pentru libertate, toleranță, pace - pot fi înțelese drept consecințe firești ale dreptului la proprietate privată.
Numele lui von Mises este inextricabil legat de disputa privind imposibilitatea calculului economic în socialism. Într-un eseu din 1920, Calculul economic în societatea socialistă, economistul austriac demonstrează cum o economie socialistă,  în care proprietatea privată asupra mijloacelor de producție este abolită, este lipsită de sistemul de prețuri al pieței libere și nu permite calculul rațional al costurilor și alocarea eficientă a resurselor. Concluzia analizei sale este că socialismul distruge cooperarea socială, sistemul prețurilor și diviziunea muncii. Mises și-a dezvoltat teoria inițială într-un tratat publicat în 1922, Socialismul, unde, printre altele, face o critică demolatoare a diverselor forme de socialism, precum și a sistemelor pseudo-socialiste.
Cea mai importantă lucrare rămâne însă Acțiunea umană (1949), „Biblia economică a omului civilizat”, după cum a caracterizat-o Murray Rothbard. Mises construiește un sistem economic dedus rațional din câteva axiome, data ultimă fiind acțiunea umană. „Este știința economică dezvoltată ca disciplină deductivă, pe firul implicațiilor logice ale existenței acțiunii umane”, a spus Murray Rothbard despre „magnum opus”-ul misesian. Cele mai importante contribuții ale lui Mises sunt: evidențierea caracterului redistributiv și destabilizator al inflației ca urmare a etatizării sistemului bancar, legătura necesară dintre moneda sănătoasă și instituția proprietății private ș.a.m.d. 
Cea de-a doua ediție din 1932 a Die Gemeinwirtschaft. Untersuchungen über den Soziallismus a lui Ludwig von Mises declanșează în epocă o dispută ideologică, intrată în economie sub numele de disputa asupra calculului economic în socialism sau, mai general, ca disputa asupra economiei planificate central. Mises vorbește despre calculul economic – privit diferit de cel matematic - în termeni apriori, ca despre un calcul al eficienței, ce nu este posibil la nivelul unei colectivități, ci doar la nivelul individului. El considera că e imposibil să efectuezi un calcul economic riguros într-o economie planificată, deoarece determinarea de la nivelul organismelor centrale de planificare a valorii factorilor de producție și deci, implicit a prețurilor bunurilor nu este compatibilă cu formarea liberă a prețurilor de piață. Iar în absența prețurilor de piață, problema măsurării, evaluării și planificării mărimilor economice nu era soluționabilă. Calculul economic este necesar, potrivit lui Mises, în orice formă de organizare economică, neputând fi înlocuit prin considerente de natură etică. Funcționarea firească a economiei colectiviste este îngreunată așadar de incapacitatea de a determina costurile factorilor de producție și de imposibilitatea înlocuirii schimbului de baze monetare cu cel pe baze naturale. 
Forma de organizare economică socialistă - așa cum este descrisă de economiștii marxiști – prevedea etatizarea și planificarea producției, înlăturarea monedei și a relațiilor marfaro-bănești, dar păstrarea diviziunii muncii, a alegerii profesiei și a locului de muncă. Astfel, el analizează un cerc larg de aspecte ale funcționării economiei socialiste, în genere, și ale calculului economic, în particular: determinarea nivelului veniturilor fundamentale, formarea prețurilor bunurilor de capital, acumularea capitalului, limitele planificării și ale concurenței etc. 

## Lucrări
- The Theory of Money and Credit (1912, 1953) Full text available.
- Nation, State, and Economy (1919) Full text available.
- Economic Calculation in the Socialist Commonwealth (1920) Calculul economic în societatea socialistă.
- Socialism: An Economic and Sociological Analysis (1922, 1932, 1951) Socialismul: o analiză economică și sociologică.
- Liberalism: In the Classical Tradition (1927, 1962) Liberalismul în tradiția clasică.
- A Critique of Interventionism (1929, eseuri) Critica intervenționismului.
- Epistemological Problems of Economics (1933, 1960) Full text available.
- Interventionism: An Economic Analysis (1941, 1998) Intervenționismul: o analiză economică
- Omnipotent Government: The Rise of Total State and Total War (1944) Full text available.
- Bureaucracy (1944, 1962) Birocrația.
- Planned Chaos (1947, adăugat la ediția din 1951 a Socialismului) Haosul planificat.
- Human Action: A Treatise on Economics (1949, 1963, 1966, 1996) Acțiunea umană.
- [Profit and Loss], 1951, Profituri și pierderi
- Planning for Freedom (1952, 1962, 1974, and 1980) Planificarea libertății și alte eseuri.
- The Anti-Capitalistic Mentality (1956) Mentalitatea anticapitalistă.
- Theory and History: An Interpretation of Social and Economic Evolution (1957) Teorie și istorie.
- The Ultimate Foundation of Economic Science (1962) Full text available.
- The Historical Setting of the Austrian School of Economics (1969) O perspectivă istorică asupra Școlii austriece de economie.
- Notes and Recollections (1978, Memorii, scrise în 1940) Full text available.
- On the Manipulation of Money and Credit (1978) (collection of essays, reissued as The Causes of the Economic Crisis) Full text available.
- Economic Policy: Thoughts for Today and Tomorrow (1979, Conferințe din 1959) Politici economice: gânduri pentru cei de azi și cei de mâine..
- Money, Method, and the Market Process (1990) (eseuri) Full text available.
- Economic Freedom and Interventionism (1990) (eseuri) Full text available.
- The Free Market and Its Enemies (2004, conferințe din 1951) Piața liberă și dușmanii ei.
- Marxism Unmasked: From Delusion to Destruction (2006, conferințe din 1952) Full text available.
- Ludwig von Mises on Money and Inflation (2010, conferințe din anii 1960) Full text available.